# Martin Kayser-Landwehr
Martin Kayser-Landwehr (* 1958 in München) ist ein deutscher Filmeditor, der überwiegend Dokumentarfilme schneidet. Er lebt aktuell in London und arbeitet international.

## Leben
Martin Kayser-Landwehrs Großvater mütterlicherseits ist der Schauspieler und Regisseur Charles Willy Kayser. Seine Mutter Vera Kayser war Inhaberin einer Schauspielagentur; sein Vater Heinz Caloué war Synchron-Regisseur für Slapstickfilme. Sein Halbbruder Stephan Kayser war zunächst Kinderdarsteller und wurde später Regisseur und Produzent.
Der Filmhändler Leo Kirch (Kirch-Gruppe) hatte den Slapstick-Stock (Dick und Doof, Buster Keaton, Charlie Chaplin u. a.) in Hollywood für den Europäischen TV-Markt aufgekauft und Martin Kayser-Landwehr lernte ab seinem 16. Lebensjahr auf Steenbek-Schneidetischen für seinen Vater Heinz Caloué per Hand diese Celluloid-Filme zusammenzuschneiden. Später arbeitete er in der Produktion für Die unendliche Geschichte für Brian Johnson im Spezialeffekt-Team als Assistent von Mike White für die Wolkenherstellung.
Nach weiteren Berufserfahrungen in seinen jungen Jahren – wie Casting-Director der Casting-Agentur Actors & Arts in München – wendete er sich ab 1992 wieder dem Schneiden zu. Im SZM (Sendezentrum) München arbeitete er für PRO7, Kabel 1 und DSF als Bildmischer, im Trailer- und Magazin-Schnitt als Videocutter. Es folgten einige Jahre als Filmeditor in der Werbung, für MTV, Vh1 sowie für Spiegel TV. Seit 2002 ist der Dokumentarfilm-Schnitt seine Hauptbeschäftigung.
2020 wurde ihm der Grimme-Preis für den Schnitt für Dark Eden zuerkannt.

## Filmografie (Auswahl)
- 2002–2012: Arte 360°-Reportage (TV-Doku-Reihe, 6 Folgen)
- 2005: Der Flamenco Clan – Regie: Michael Adriaan Meert
- 2006: Operation Ursula – weitere Editorin: Chari G. Chaza; Regie: José Antonio Hergueta
- 2007: Der Schatz der Nibelungen – Regie: André Meier, Jürgen Stumpfhaus
- 2008: QI – Auf den Spuren chinesischer Heilkunst – weitere Editorin: Katharina Schmidt; Regie: Solveig Klaßen
- 2010: David wants to fly – Regie: David Sieveking
- 2012: No One But Me – weiterer Editor: Kant Pan; Regie: Brian Ross
- 2013: Die Gentlemen baten zur Kasse (The Great Train Robbery) (TV-Zweiteiler) – Regie: Carl-Ludwig Rettinger
- 2014: Die letzten Gigolos – weitere Editorin: Gesa Marten; Regie: Stephan Bergmann
- 2014: Deutschlands größte Kriminalfälle: Dem Verbrechen auf der Spur (TV-Zweiteiler) – Regie: Marc Polednik
- 2015: Vom werden des Mannheimer Rings – Regie: Rudij Bergmann
- 2018: Dark Eden – Der Albtraum vom Erdöl (Dark Eden) – Regie: Michael David Beamish, Jasmin Herold (Förderpreis des Hauses des Dokumentarfilms 2019)[2]
- 2020: Brot – Regie: Harald Friedl